# 船橋市立夏見台小学校
船橋市立夏見台小学校（ふなばししりつ なつみだいしょうがっこう）は、千葉県船橋市夏見台二丁目にある公立小学校。通称は、「夏見小」（なつみしょう）または「夏小」（なつしょう）。

## 校訓
な  にごとも 深く考え よく学ぶ子供
つ  よく たくましく 身体をきたえる子供
み  んな 明るく 助け合う子供

## 学区
学区は、夏見台一丁目 - 六丁目および旭町の一部で、夏見台団地を含む。

## 沿革
- 1973年 - 船橋市立八栄小学校より生徒が移り開校
- 1997年 - ALTによる英語教育及び算数のティームティーチング（TT）を始めた。
- 2002年 - 文部科学省から道徳の研究指定校にされた。
- 2005年 - 特殊学級を開設
- 2009年 - 教室棟耐震補強工事Ⅰ期（西側）竣工
  - 工事に伴い校門付近の花壇が撤去され、観察池もこれまでの橋や噴水の付いたものから、長方形の質素なものへと変わった。
- 2010年 - 教室棟耐震補強工事Ⅱ期（中央）竣工
- 2014年 - 体育館耐震工事竣工

## 交通
- 最寄駅
  - 東武野田線塚田駅で学校の西を南北に千葉県道288号夏見小室線が走る。

## 著名な出身者
- 酒井勉 - プロ野球選手 （1975年卒業）
- 池上久 - ロックバンド「JETZT」のボーカリスト （1977年卒業）
- 寺井尚子 - ジャズ・バイオリニスト （1980年卒業）

## 周辺の施設
- 千葉県立船橋旭高等学校
- 船橋市運動公園
- 夏見台団地